# Cabra del Santo Cristo
Cabra del Santo Cristo er en by og kommune i det sydlige Spanien i provinsen Jaén. Den har et indbyggertal på 1.651 (2024) indbyggere.